# Khu rừng cổ tích (nhạc phim)
Into the Woods: Original Motion Picture Soundtrack là album nhạc phim cho bộ phim nhạc kịch tưởng tượng Into the Woods (Khu rừng cổ tích) ra mắt năm 2014 của hãng phim Walt Disney Pictures. Các bài hát và phần âm nhạc cho bộ phim được viết và phổ nhạc bởi Stephen Sondheim; các nghệ sĩ thể hiện là các diễn viên trong phim, bao gồm Meryl Streep, Emily Blunt, James Corden, Anna Kendrick, Chris Pine, Johnny Depp, Daniel Huttlestone, Lilla Crawford, MacKenzie Mauzy, Tracey Ullman, Christine Baranski, Tammy Blanchard và Lucy Punch.
Hai phiên bản của album nhạc phim đã được phát hành bởi Walt Disney Records vào ngày 16 tháng 12 năm 2014: phiên bản truyền thống gồm một đĩa duy nhất và phiên bản cao cấp gồm hai đĩa digipak.

## Sáng tác và sản xuất
Stephen Sondheim đã viết một bài hát mới cho bộ phim có tựa đề là "She'll Be Back", dành riêng cho nhân vật The Witch (Meryl Streep thủ vai). Đạo diễn Rob Marshall tuyên bố rằng: "Bài hát rất đẹp và sẽ thu hút sự chú ý của công chúng, nhưng nó cũng rất trong trẻo và tuyệt vời, và do đó, bộ phim sẽ xuất sắc hơn nếu có bài hát này." "Rainbows", một bài hát lúc đầu được viết cho phiên bản chuyển thể của bộ phim trong thập niên 1990, được báo cáo là có bao gồm trong album, mặc dù Marshall từ chối xác nhận thông tin này.
Khóa âm của bài hát "Hello, Little Girl" đã được thay đổi cho phù hợp với âm vực thấp của nam diễn viên Johnny Depp. Liên quan đến sự sắp xếp âm nhạc cho bài hát, Michael Higham, người giám sát âm nhạc cho album, giải thích rằng: "chúng tôi tập trung đặt điểm nhấn vào các nhạc cụ hơi làm bằng gỗ, đặc biệt là những tiếng sáo để giúp cho bài hát nhẹ nhàng hơn một chút. Và chúng tôi còn làm cho nó mang phong cách jazz hơn khi chơi bài hát trên nền nhạc dạo trầm. Khi được cảm nhận theo phong cách nhạc jazz, bài hát cũng sẽ nhẹ nhàng hơn."
Phần lời bài hát của một số ca khúc đã bị Sondheim cắt giảm hoặc điều chỉnh, trong đó, tiêu biểu là hai ca khúc "Agony" và "Even After" đã bị thay đổi khá nhiều so với ca khúc gốc. Tuy nhiên, trái với một số đồn đoán trước đó, bài hát "Any Moment" đã không có bất cứ sự thay đổi gì về nội dung cũng như lời ca. Cách thời điểm phát hành của album không lâu, Sondheim đã tuyên bố sẽ cắt bỏ một số chi tiết không phù hợp với đối tượng khán giả gia đình trong bộ phim, và sẽ cắt bỏ hoàn toàn bài hát "Any Moment".
Paul Gemignani, người thực hiện các chương trình sân khấu Broadway đầu tiên, đã quay trở lại để thực hiện phần âm nhạc cho bộ phim tại phòng thu âm Angel Recording Studios ở Luân Đôn, với công việc thu âm tách biệt giọng hát của các nghệ sĩ.

## Danh sách và thứ tự các bài hát
Tất cả nhạc phẩm được soạn bởi Stephen Sondheim.
| Into the Woods (Original Motion Picture Soundtrack) | Into the Woods (Original Motion Picture Soundtrack) | Into the Woods (Original Motion Picture Soundtrack) | Into the Woods (Original Motion Picture Soundtrack) |
| STT                                                 | Nhan đề                                             | Biểu diễn                                           | Thời lượng                                          |
| --------------------------------------------------- | --------------------------------------------------- | --------------------------------------------------- | --------------------------------------------------- |
| 1.                                                  | "Prologue: Into the Woods"                          | Hợp ca các diễn viên của Into the Woods             | 14:35                                               |
| 2.                                                  | "Cinderella at the Grave"                           | Joanna Riding                                       | 1:41                                                |
| 3.                                                  | "Hello, Little Girl"                                | Johnny Depp và Lilla Crawford                       | 2:32                                                |
| 4.                                                  | "Rapunzel's Song"                                   | MacKenzie Mauzy                                     | 0:56                                                |
| 5.                                                  | "The Cape as Red as Blood"                          | Stephen Sondheim                                    | 0:42                                                |
| 6.                                                  | "The Cow as White as Milk"                          | Emily Blunt và James Corden                         | 0:30                                                |
| 7.                                                  | "Magic Beans"                                       | Stephen Sondheim                                    | 1:27                                                |
| 8.                                                  | "Rapunzel's Hair"                                   | Stephen Sondheim                                    | 1:24                                                |
| 9.                                                  | "Granny's Cottage"                                  | Stephen Sondheim                                    | 1:37                                                |
| 10.                                                 | "I Know Things Now"                                 | Lilla Crawford                                      | 2:05                                                |
| 11.                                                 | "The Beanstalk Grows"                               | Stephen Sondheim                                    | 2:05                                                |
| 12.                                                 | "Cinderella Runs"                                   | Stephen Sondheim                                    | 0:54                                                |
| 13.                                                 | "A Very Nice Prince"                                | Anna Kendrick và Emily Blunt                        | 1:32                                                |
| 14.                                                 | "Giants in the Sky"                                 | Daniel Huttlestone                                  | 2:27                                                |
| 15.                                                 | "'Who Cares!'"                                      | Stephen Sondheim                                    | 0:31                                                |
| 16.                                                 | "Baker and Wife Part"                               | Stephen Sondheim                                    | 0:34                                                |
| 17.                                                 | "Princes' Fanfare"                                  | Stephen Sondheim                                    | 0:17                                                |
| 18.                                                 | "Agony"                                             | Chris Pine và Billy Magnussen                       | 2:33                                                |
| 19.                                                 | "The Forbidden Tower"                               | Stephen Sondheim                                    | 2:20                                                |
| 20.                                                 | "'May I Compare This Ear of Corn?'"                 | Christophe Beck                                     | 1:44                                                |
| 21.                                                 | "It Takes Two"                                      | Emily Blunt and James Corden                        | 2:31                                                |
| 22.                                                 | "Two Midnights Gone"                                | Stephen Sondheim                                    | 0:35                                                |
| 23.                                                 | "One Day Left"                                      | Stephen Sondheim                                    | 0:59                                                |
| 24.                                                 | "Stay With Me"                                      | Meryl Streep                                        | 3:15                                                |
| 25.                                                 | "Jack Chops Down the Beanstalk"                     | Stephen Sondheim                                    | 1:23                                                |
| 26.                                                 | "On the Steps of the Palace"                        | Anna Kendrick                                       | 3:15                                                |
| 27.                                                 | "'She Won't Go Far with One Shoe'"                  | Stephen Sondheim                                    | 0:59                                                |
| 28.                                                 | "Searching for Cinderella"                          | Stephen Sondheim                                    | 1:06                                                |
| 29.                                                 | "Careful My Toe"                                    | Christine Baranski và Tammy Blanchard               | 1:11                                                |
| 30.                                                 | "The Slipper Fits"                                  | Stephen Sondheim                                    | 1:13                                                |
| 31.                                                 | "Rapunzel's Tear"                                   | Stephen Sondheim                                    | 1:20                                                |
| 32.                                                 | "'This Cow Is Covered with Flour'"                  | Stephen Sondheim                                    | 0:50                                                |
| 33.                                                 | "Almost Midnight"                                   | Stephen Sondheim                                    | 1:08                                                |
| 34.                                                 | "The Witch's Transformation"                        | Stephen Sondheim                                    | 1:35                                                |
| Tổng thời lượng:                                    | Tổng thời lượng:                                    | Tổng thời lượng:                                    | 59:37                                               |

| Into the Woods (Original Motion Picture Soundtrack – Phiên bản đặc biệt) (Đĩa 2) | Into the Woods (Original Motion Picture Soundtrack – Phiên bản đặc biệt) (Đĩa 2) | Into the Woods (Original Motion Picture Soundtrack – Phiên bản đặc biệt) (Đĩa 2) | Into the Woods (Original Motion Picture Soundtrack – Phiên bản đặc biệt) (Đĩa 2) |
| STT                                                                              | Nhan đề                                                                          | Biểu diễn                                                                        | Thời lượng                                                                       |
| -------------------------------------------------------------------------------- | -------------------------------------------------------------------------------- | -------------------------------------------------------------------------------- | -------------------------------------------------------------------------------- |
| 35.                                                                              | "Ever After" (Hòa âm, phối khí nhạc cụ)                                          | Stephen Sondheim                                                                 | 1:16                                                                             |
| 36.                                                                              | "Back into the Woods"                                                            | Stephen Sondheim                                                                 | 0:50                                                                             |
| 37.                                                                              | "Find the Boy"                                                                   | Stephen Sondheim                                                                 | 1:32                                                                             |
| 38.                                                                              | "Witch's Lament"                                                                 | Meryl Streep                                                                     | 1:16                                                                             |
| 39.                                                                              | "Any Moment"                                                                     | Chris Pine và Emily Blunt                                                        | 1:41                                                                             |
| 40.                                                                              | "Moments in the Woods"                                                           | Emily Blunt                                                                      | 3:08                                                                             |
| 41.                                                                              | "Your Fault"                                                                     | Daniel Huttlestone, James Corden, Lilla Crawford, Meryl Streep, và Anna Kendrick | 1:57                                                                             |
| 42.                                                                              | "Last Midnight"                                                                  | Meryl Streep                                                                     | 3:35                                                                             |
| 43.                                                                              | "No More" (Instrumental)                                                         | Stephen Sondheim                                                                 | 2:38                                                                             |
| 44.                                                                              | "The Far Away Prince"                                                            | Stephen Sondheim                                                                 | 1:05                                                                             |
| 45.                                                                              | "No One is Alone"                                                                | Anna Kendrick, James Corden, Lilla Crawford, và Daniel Huttlestone               | 2:59                                                                             |
| 46.                                                                              | "The Giant Attack"                                                               | Stephen Sondheim                                                                 | 2:13                                                                             |
| 47.                                                                              | "Kết thúc phim/Children Will Listen (Phần 1)"                                    | James Corden, Emily Blunt, Meryl Streep, và Cast                                 | 3:32                                                                             |
| 48.                                                                              | "Kết thúc phim/Children Will Listen (Phần 2)"                                    | Hợp ca đoàn diễn viên của phim                                                   | 1:45                                                                             |
| 49.                                                                              | "Stay With Me" (Hòa âm, phối khí nhạc cụ)                                        | Stephen Sondheim                                                                 | 2:39                                                                             |
| 50.                                                                              | "Last Midnight" (Hòa âm, phối khí nhạc cụ)                                       | Stephen Sondheim                                                                 | 3:45                                                                             |
| Tổng thời lượng:                                                                 | Tổng thời lượng:                                                                 | Tổng thời lượng:                                                                 | 35:51                                                                            |

| Into the Woods (Original Motion Picture Soundtrack – Bản một đĩa đặc biệt) | Into the Woods (Original Motion Picture Soundtrack – Bản một đĩa đặc biệt) | Into the Woods (Original Motion Picture Soundtrack – Bản một đĩa đặc biệt)       | Into the Woods (Original Motion Picture Soundtrack – Bản một đĩa đặc biệt) |
| STT                                                                        | Nhan đề                                                                    | Trình bày                                                                        | Thời lượng                                                                 |
| -------------------------------------------------------------------------- | -------------------------------------------------------------------------- | -------------------------------------------------------------------------------- | -------------------------------------------------------------------------- |
| 1.                                                                         | "Prologue: Into the Woods"                                                 | Hợp ca diễn viên của Into the Woods                                              | 14:35                                                                      |
| 2.                                                                         | "Cinderella at the Grave"                                                  | Joanna Riding                                                                    | 1:41                                                                       |
| 3.                                                                         | "Hello, Little Girl"                                                       | Johnny Depp và Lilla Crawford                                                    | 2:32                                                                       |
| 4.                                                                         | "I Know Things Now"                                                        | Lilla Crawford                                                                   | 2:05                                                                       |
| 5.                                                                         | "A Very Nice Prince"                                                       | Anna Kendrick và Emily Blunt                                                     | 1:30                                                                       |
| 6.                                                                         | "Giants in the Sky"                                                        | Daniel Huttlestone                                                               | 2:26                                                                       |
| 7.                                                                         | "Agony"                                                                    | Chris Pine và Billy Magnussen                                                    | 2:32                                                                       |
| 8.                                                                         | "It Takes Two"                                                             | Emily Blunt và James Corden                                                      | 2:30                                                                       |
| 9.                                                                         | "Stay With Me"                                                             | Meryl Streep                                                                     | 3:14                                                                       |
| 10.                                                                        | "On the Steps of the Palace"                                               | Anna Kendrick                                                                    | 3:14                                                                       |
| 11.                                                                        | "Careful My Toe"                                                           | Christine Baranski, Tammy Blanchard, và Lucy Punch                               | 1:11                                                                       |
| 12.                                                                        | "Ever After" (Instrumental)                                                | Stephen Sondheim                                                                 | 1:16                                                                       |
| 13.                                                                        | "Witch's Lament"                                                           | Meryl Streep                                                                     | 1:15                                                                       |
| 14.                                                                        | "Any Moment"                                                               | Chris Pine và Emily Blunt                                                        | 1:41                                                                       |
| 15.                                                                        | "Moments in the Woods"                                                     | Emily Blunt                                                                      | 3:08                                                                       |
| 16.                                                                        | "Your Fault"                                                               | Daniel Huttlestone, James Corden, Lilla Crawford, Meryl Streep, và Anna Kendrick | 1:57                                                                       |
| 17.                                                                        | "Last Midnight"                                                            | Meryl Streep                                                                     | 3:35                                                                       |
| 18.                                                                        | "No One is Alone"                                                          | Anna Kendrick, James Corden, Lilla Crawford, và Daniel Huttlestone               | 2:58                                                                       |
| 19.                                                                        | "Finale/Children Will Listen (Part 1)"                                     | James Corden, Emily Blunt, Meryl Streep, và các diễn viên                        | 3:31                                                                       |
| 20.                                                                        | "Finale/Children Will Listen (Part 2)"                                     | Hợp ca                                                                           | 1:43                                                                       |
| Tổng thời lượng:                                                           | Tổng thời lượng:                                                           | Tổng thời lượng:                                                                 | 58:34                                                                      |

| Bài hát thêm phát hành trên Disney Movie Rewards | Bài hát thêm phát hành trên Disney Movie Rewards | Bài hát thêm phát hành trên Disney Movie Rewards | Bài hát thêm phát hành trên Disney Movie Rewards |
| STT                                              | Nhan đề                                          | Trình bày                                        | Thời lượng                                       |
| ------------------------------------------------ | ------------------------------------------------ | ------------------------------------------------ | ------------------------------------------------ |
| 21.                                              | "She'll Be Back (bài hát bị gỡ)"                 | Meryl Streep                                     | TBA                                              |
| Tổng thời lượng:                                 | Tổng thời lượng:                                 | Tổng thời lượng:                                 | TBA                                              |

| Into the Woods (Phiên bản các bài hát độc tấu) | Into the Woods (Phiên bản các bài hát độc tấu)           | Into the Woods (Phiên bản các bài hát độc tấu) | Into the Woods (Phiên bản các bài hát độc tấu) |
| STT                                            | Nhan đề                                                  | Trình bày                                      | Thời lượng                                     |
| ---------------------------------------------- | -------------------------------------------------------- | ---------------------------------------------- | ---------------------------------------------- |
| 1.                                             | "Prologue: Into the Woods" (Độc tấu nhạc cụ)             | Stephen Sondheim                               | 14:29                                          |
| 2.                                             | "Cinderella at the Grave" (Độc tấu nhạc cụ)              | Stephen Sondheim                               | 1:41                                           |
| 3.                                             | "Hello, Little Girl" (Độc tấu nhạc cụ)                   | Stephen Sondheim                               | 2:30                                           |
| 4.                                             | "I Know Things Now" (Độc tấu nhạc cụ)                    | Stephen Sondheim                               | 2:05                                           |
| 5.                                             | "A Very Nice Prince" (Độc tấu nhạc cụ)                   | Stephen Sondheim                               | 1:30                                           |
| 6.                                             | "Giants in the Sky" (Độc tấu nhạc cụ)                    | Stephen Sondheim                               | 2:27                                           |
| 7.                                             | "Agony" (Độc tấu nhạc cụ)                                | Stephen Sondheim                               | 2:30                                           |
| 8.                                             | "It Takes Two" (Độc tấu nhạc cụ)                         | Stephen Sondheim                               | 2:30                                           |
| 9.                                             | "Stay With Me" (Độc tấu nhạc cụ)                         | Stephen Sondheim                               | 3:14                                           |
| 10.                                            | "On the Steps of the Palace" (Độc tấu nhạc cụ)           | Stephen Sondheim                               | 3:14                                           |
| 11.                                            | "Careful My Toe" (Độc tấu nhạc cụ)                       | Stephen Sondheim                               | 1:11                                           |
| 12.                                            | "Witch's Lament" (Độc tấu nhạc cụ)                       | Stephen Sondheim                               | 1:14                                           |
| 13.                                            | "Any Moment" (Độc tấu nhạc cụ)                           | Stephen Sondheim                               | 1:40                                           |
| 14.                                            | "Moments in the Woods" (Độc tấu nhạc cụ)                 | Stephen Sondheim                               | 3:07                                           |
| 15.                                            | "Your Fault" (Độc tấu nhạc cụ)                           | Stephen Sondheim                               | 1:57                                           |
| 16.                                            | "Last Midnight" (Độc tấu nhạc cụ)                        | Stephen Sondheim                               | 3:33                                           |
| 17.                                            | "No One is Alone" (Độc tấu nhạc cụ)                      | Stephen Sondheim                               | 2:58                                           |
| 18.                                            | "Finale/Children Will Listen (Part 1)" (Độc tấu nhạc cụ) | Stephen Sondheim                               | 3:31                                           |
| 19.                                            | "Finale/Children Will Listen (Part 2)" (Độc tấu nhạc cụ) | Stephen Sondheim                               | 1:45                                           |
| Tổng thời lượng:                               | Tổng thời lượng:                                         | Tổng thời lượng:                               | 55:52                                          |

## Xếp hạng
| Bảng xếp hạng (2014–15)                  | Vị trí cao nhất |
| ---------------------------------------- | --------------- |
| Album Úc (ARIA)                          | 13              |
| US Billboard 200                         | 8               |
| US Billboard Top Soundtracks (Billboard) | 2               |

| Bảng xếp hạng (2015)                 | Vị trí |
| ------------------------------------ | ------ |
| Hoa Kỳ Soundtrack Albums (Billboard) | 7      |